# Kraljevo madžarsko domobranstvo
Kraljevo madžarsko domobranstvo (izvirno madžarsko Magyar Királyi Honvédség; kratica MKH; tudi le Honved oz. Honvédség) je bila kopenska vojska Ogrske, madžarskega dela Avstro-Ogrske. 

## Zgodovina
Domobranstvo je bilo ustanovljeno 5. decembra 1868 z ukazom cesarja Franc Jožefa. Na dan ustanovitve Kraljevega madžarskega domobranstva je bilo z odlokom hrvaškega sabora ustanovljeno tudi Kraljevo hrvaško domobranstvo, ki je bilo podrejeno madžarskemu domobranstvu.
Domobranstvo je bilo finančno dobro podprto s strani parlamenta v Budimpešti. Leta 1873 je imelo že več kot 2.800 častnikov in 158.000 vojakov, ki so bili organizirani v 68 bataljonih in 58 eskadronov. Leta 1872 je Vojaška akademija Ludovica uradno pričela usposabljati častniške kadete in nato še štabne častnike. Domobranstvo je bilo teritorialno razdeljeno na sedem vojaških okrožij, pri čemer je vsako vojaško okrožje ustanovilo lastno divizijo. Sprva artilerija ni bila dovoljena, a so Madžari v 70. letih 19. stoletja ustanovili baterije mitraljezov Gatlingov.
Zaradi madžarskih pritiskov je cesar leta 1906 popustil in je dovolil razširitev madžarskega domobranstva, kot tudi ustanovitev artilerijskih enot; s tem je Kraljevo madžarsko domobranstvo pričelo pridobivati strukturo polne madžarske oborožene sile.